# Akodon lindberghi
Akodon lindberghi is een zoogdier uit de familie van de Cricetidae. De wetenschappelijke naam van de soort werd voor het eerst geldig gepubliceerd door Hershkovitz in 1990.

## Verspreidingsgebied
De soort wordt aangetroffen in Brazilië.